# Marquess of Rockingham

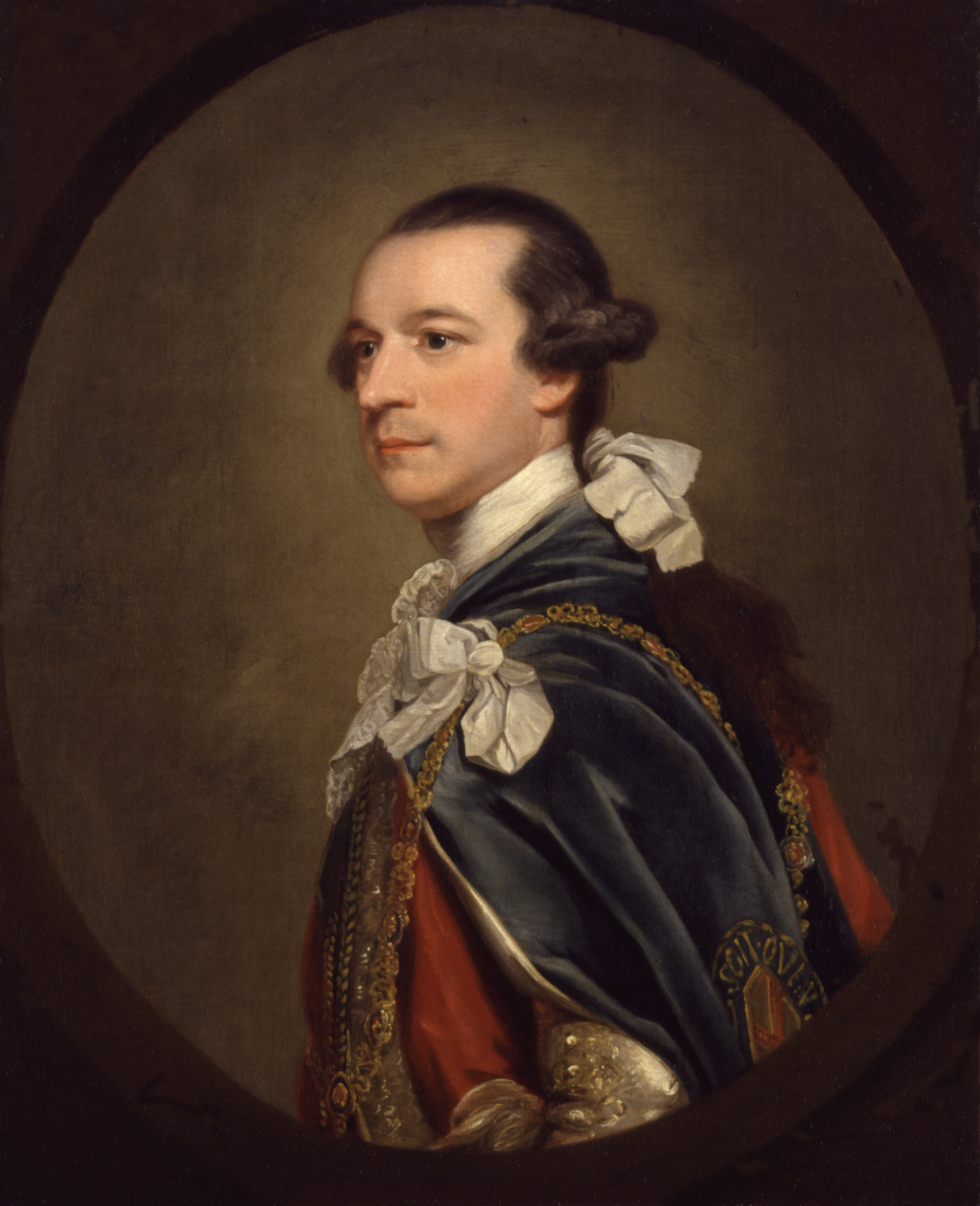
Charles Watson-Wentworth, 2. Marquess of Rockingham

Marquess of Rockingham, in the County of Northampton, war ein erblicher britischer Adelstitel in der Peerage of Great Britain.

## Verleihung
Der Titel wurde am 19. April 1746 für Thomas Watson-Wentworth, 1. Earl of Malton, geschaffen.
Er war bereits am 28. Mai 1728 zum Baron Malton sowie am 19. November 1733 zum Earl of Malton, Viscount Higham, Baron Harrowden und Baron Wath erhoben worden. Auch diese Titel gehörten zur Peerage of Great Britain.
Von seinem Neffen zweiten Grades hatte er 1746 zudem die Titel Baron Rockingham und Baronet, of Rockingham Castle in the County of Northampton geerbt, die 1621 in der Baronetage of England bzw. am 29. Januar 1645 in der Peerage of England für seinen Ur-urgroßvater Lewis Watson geschaffen worden waren.
Der Enkel des 1. Barons Rockingham, der 3. Baron, war am 19. Oktober 1714 in der Peerage of Great Britain zum Earl of Rockingham erhoben worden, mit den weiteren nachgeordneten Titeln Viscount Sondes und Baron Throwley. Diese drei Titel erloschen beim Tod von dessen Enkel, dem 3. Earl. Die Baronetcy und Baronie Rockingham fielen an dessen Onkel zweiten Grades den oben genannten späteren 1. Marquess.
Dessen Sohn, dem späteren 2. Marquess, wurden am 17. September 1750 in der Peerage of Ireland die Titel Earl Malton und Baron Malton verliehen. Beim Tod des Vaters am 14. Dezember 1750 erbte er auch das Marquessate und die nachgeordneten Titel. Beim Tod des 2. Marquess am 2. Juli 1782 erloschen alle seine Titel.

## Liste der Barone, Earls und Marquesses of Rockingham

### Barone Rockingham (1645)
- Lewis Watson, 1. Baron Rockingham (1584–1653)
- Edward Watson, 2. Baron Rockingham (1630–1689)
- Lewis Watson, 3. Baron Rockingham (1655–1724) (1714 zum Earl of Rockingham erhoben)

### Earls of Rockingham (1714)
- Lewis Watson, 1. Earl of Rockingham (1655–1724)
- Lewis Watson, 2. Earl of Rockingham (um 1714–1745)
- Thomas Watson, 3. Earl of Rockingham (1715–1746) (Earldom 1746 erloschen)

### Barone Rockingham (1645; Fortsetzung)
- Thomas Watson-Wentworth, 1. Earl of Malton, 6. Baron Rockingham (1693–1750) (1746 zum Marquess of Rockingham erhoben)

### Marquesses of Rockingham (1746)
- Thomas Watson-Wentworth, 1. Marquess of Rockingham (1693–1750)
- Charles Watson-Wentworth, 2. Marquess of Rockingham (1730–1782) (Titel 1782 erloschen)